# Claude Lefèbvre
Ne doit pas être confondu avec Claude Lefebvre.
Pour les articles homonymes, voir Lefèbvre.
Claude Lefèbvre, baptisé le 12 septembre 1632 à Fontainebleau et mort le 25 avril 1675 à Paris, est un peintre et graveur français.

## Biographie
Fils du peintre Jean Lefèbvre (1600-1664), Claude Lefèbvre est baptisé le 12 septembre 1632 en l'église Saint-Louis de Fontainebleau : il a pour parrain Claude de Hoëy (1585-1660), maître peintre et valet de chambre du roi, et pour marraine dame Morilot, la fille du procureur du roi à Fontainebleau.
Claude Lefebvre est d'abord l’élève de Claude d’Hoey dans sa ville natale de Fontainebleau, puis d'Eustache Le Sueur (1654) et de Charles Le Brun (1655) qui lui aurait conseillé le portrait.
Reçu à l’Académie royale de peinture et de sculpture en 1663, il devient professeur adjoint en 1664. Nombre de ses œuvres ne sont connues que grâce aux gravures qui en ont été effectuées par Edelinck, Nicolas de Poilly et Pierre-Louis van Schuppen.

## Œuvres
- La Marquise de Sévigné, huile sur toile, 81 × 65 cm, Musée Carnavalet, Paris
- Charles Couperin et la fille du peintre, Musée national des châteaux de Versailles et de Trianon
- Claude Saumaise, professeur à l’université de Leyde de 1632 à 1653, Musée national des châteaux de Versailles et de Trianon
- Jean-Baptiste Colbert (1619-1683), Musée national des châteaux de Versailles et de Trianon
- Louis II de Bourbon, prince de Condé et son fils aîné Henri Jules de Bourbon, duc d’Enghien, Musée national des châteaux de Versailles et de Trianon
- Louise-Françoise de La Baume Le Blanc, duchesse de la Vallière et de Vaujours (1644-1710), Musée national des châteaux de Versailles et de Trianon
- Portrait de Jacques de Saulx-Tavannes, Musée des beaux-arts de Dijon
- Portrait de Madame de Sillery, Musée des beaux-arts de Dole
- Portrait d’homme, Musée du Louvre
- Portrait d’homme, Musée Ingres de Montauban. Le sujet a longtemps été considéré comme un portait de Molière sur l'argument d'une note manuscrite au dos du tableau. Il a été exposé à Exposition Universelle 1878 Paris: Des Portraits nationaux, Palais du Trocadéro (n°42) [1].
- Portrait d’un magistrat, Musée des beaux-arts de Caen
- Portrait présumé de Claude-Emmanuel Lhuillier, dit Chapelle, Musée Condé de Chantilly
- Un précepteur et son élève, Musée du Louvre
- Portrait de Monsieur paillet, Collection de Monsieur Christophe Bastiani.
- La fille aînée de l'artiste peignant son frère, Musée Magnin, Dijon
- Portrait de Thomas Corneille (vers 1670, musée des beaux-arts de Quimper)
- Portrait de gentilhomme (Ritratto di gentiluomo), Palazzo Corsini, Galleria Nazionale di arte antica, huile sur toile, 65 x 78 cm. inventaire 218. Non daté
- Portrait de Louis XIV, La Nouvelle-Orléans, Museum of Art
- Portrait d'homme en manteau d'intérieur (1670-1675), huile sur toile, 102 × 81 cm, Collection privée, Galerie Frédérick Chanoit, Paris[2]

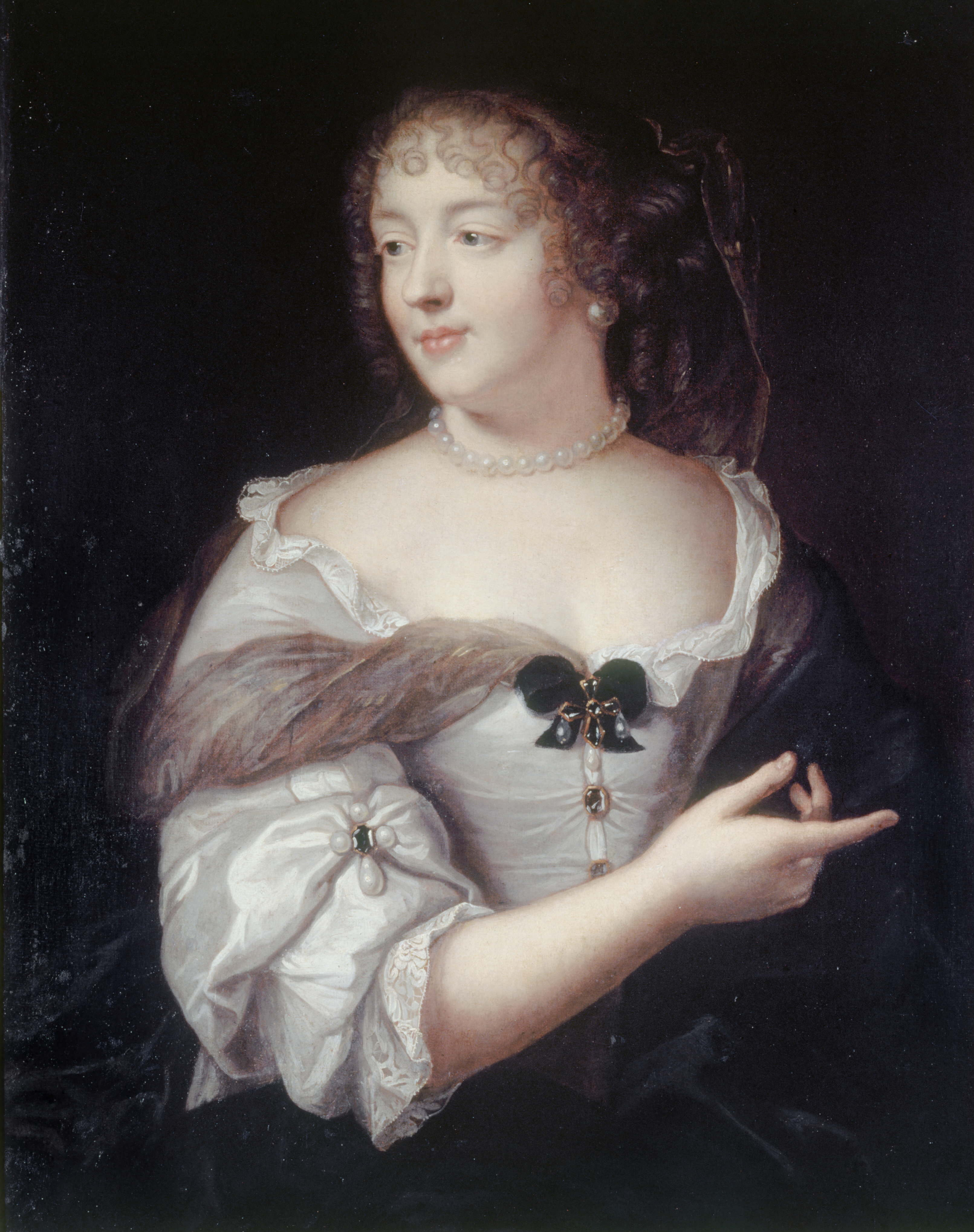
Portrait de Marie de Rabutin-Chantal, marquise de Sévigné.
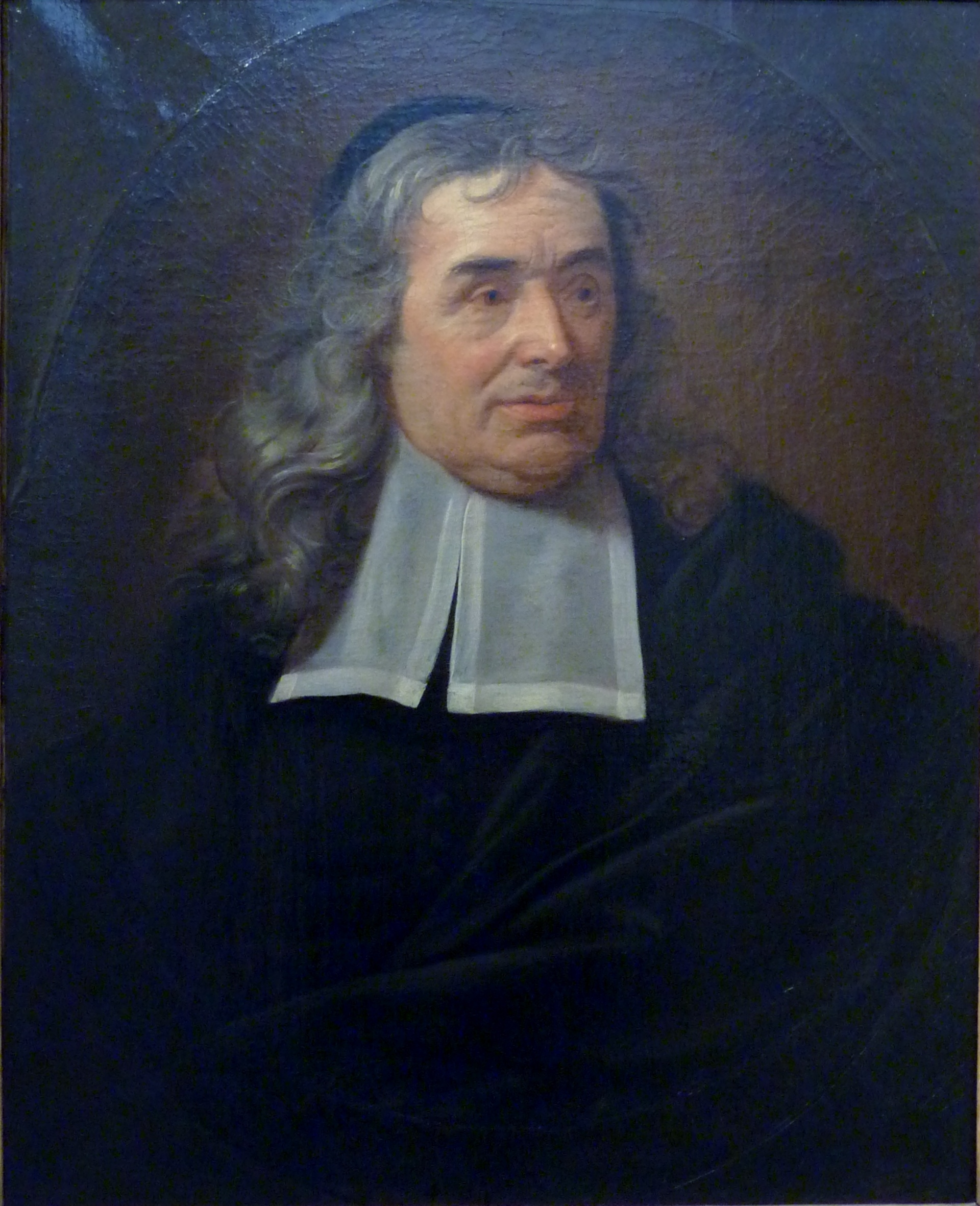
Portrait de Thomas Corneille (vers 1670, musée des beaux-arts de Quimper).
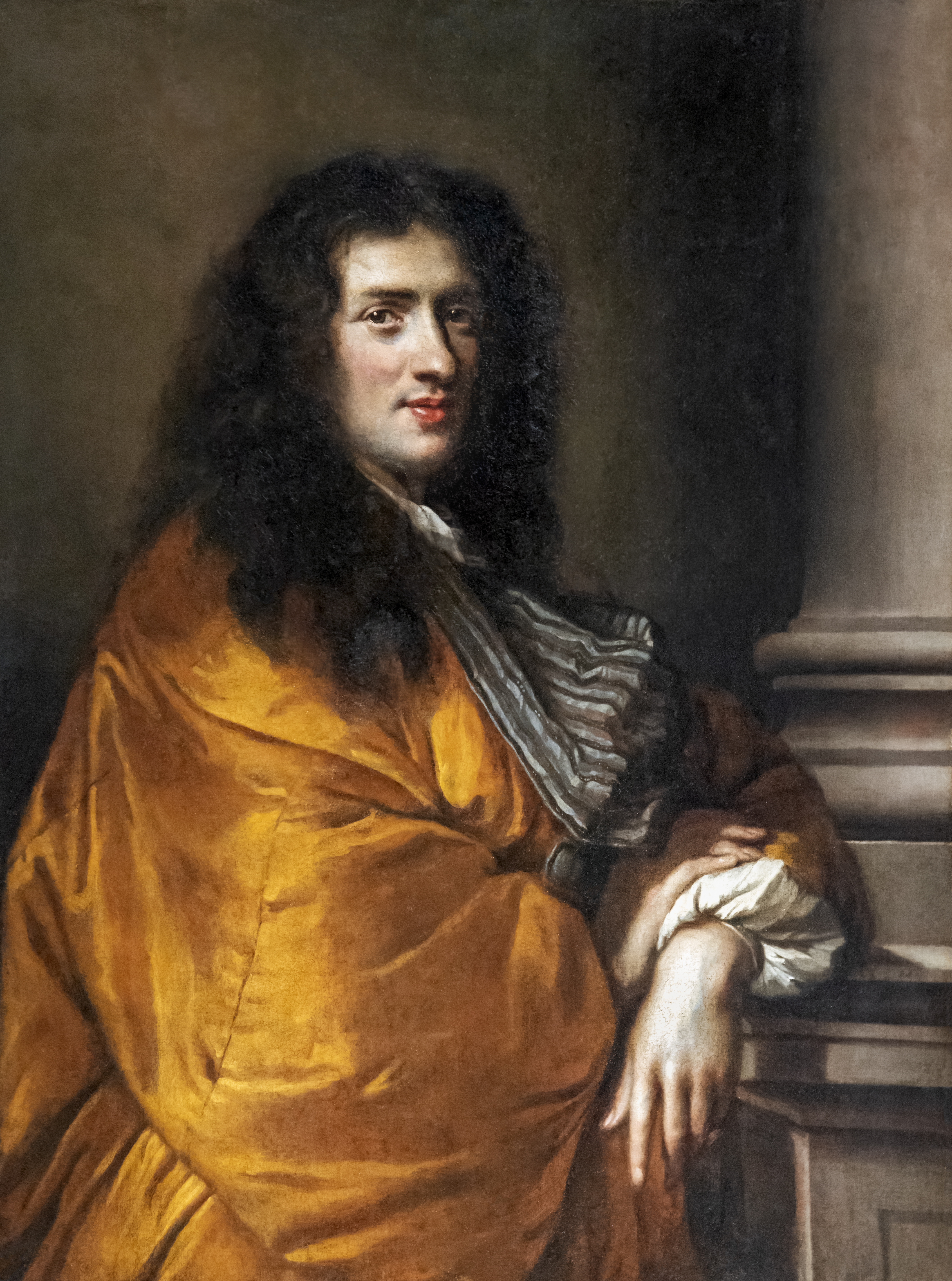
Portrait d'homme, Musée Ingres-Bourdelle Montauban.
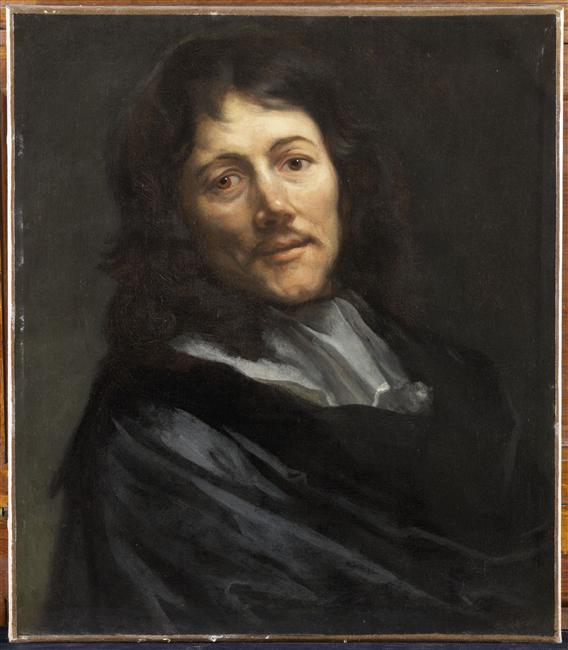
Portrait présumé de Chapelle, Musée Condé, Chantilly.